# Морозов, Алексей Алексеевич
Алексе́й Алексе́евич Моро́зов (род. 16 февраля 1977, Москва) — российский хоккеист, правый нападающий. Серебряный призёр Олимпийских игр 1998 года, двукратный чемпион мира (2008 и 2009) в составе сборной России, многократный чемпион России в составе «Ак Барса». Заслуженный мастер спорта России (1998).
На открытии Олимпийских игр 2010 года был знаменосцем сборной России.

## Клубная карьера
Воспитанник хоккейной школы московского клуба «Крылья Советов», где в скором времени на него обратил внимание главный тренер команды Игорь Дмитриев. В 1994 году 16-летний Морозов дебютировал в составе «крылышек» и до конца сезона вышел на лёд в семи матчах МХЛ, однако отметиться результативными действиями не сумел. В следующем сезоне в дебютном матче чемпионата МХЛ против нижегородского «Торпедо» отметился хет-триком, а всего за сезон набрал 27 очков в 47 матчах при 15 заброшенных шайбах. Благодаря этому результату Морозов был признан лучшим новичком сезона.
В возрасте 18 лет на драфте НХЛ 1995 года Морозов был выбран клубом «Питтсбург Пингвинз» в первом раунде под общим 24-м номером (из россиян на том драфте выше был выбран только другой воспитанник «Крыльев Советов» Дмитрий Набоков). После драфта продолжил выступать за «Крылья Советов», набрав в двух следующих сезонах 22 и 32 очка, соответственно.
В 1997 году состоялся дебют Морозова в НХЛ. В первом матче за «Питтсбург Пингвинз» ему с передачи Яромира Ягра удалось забросить шайбу первым броском в первой смене в ворота «Лос-Анджелес Кингз». После яркого дебюта не мог отличиться на протяжении 22 матчей, что привело к потере места в составе. Неудачно сложился и следующий сезон, по итогам которого Морозов набрал лишь 19 очков, а его безголевая серия составила 45 матчей. Кроме того, по ходу турнира нападающий получил сотрясение мозга. Следующие два сезона также не принесли ему каких-либо успехов, а в 2001 году Морозов обновил собственный антирекорд результативности, отметившись за сезон всего пятью заброшенными шайбами.
С 2001 года Морозов начал играть в тройке с Марио Лемьё и своим соотечественником Алексеем Ковалёвым, после чего его результативность заметно выросла и по итогам регулярного сезона Морозов набрал 49 очков. На старте сезона 2002/03 шёл в числе лидеров бомбардирской гонки НХЛ, однако в скором времени получил перелом руки, из-за которого был вынужден пропустить большую часть сезона. Последний сезон нападающего в НХЛ оказался самым результативным: ему удалось набрать 50 очков.
В 2004 году сезон НХЛ не состоялся по причине локаута, и Морозов вернулся в Россию, пополнил состав «Ак Барс». Стал лучшим бомбардиром и одним из лидеров команды по итогам сезона, после чего принял решение не возвращаться в «Питтсбург Пингвинз». В скором времени Морозов стал капитаном «Ак Барса» и на протяжении восьми следующих сезонов оставался лучшим бомбардиром команды, которая за это время трижды становилась чемпионом России. Постоянными партнёрами Морозова по тройке нападения стали Сергей Зиновьев и Данис Зарипов. Особенно ярко тройке удался сезон 2006/2007, когда в 63 матчах она забросила 73 шайбы, а Морозов набрал 100 очков (с учётом матчей плей-офф).
В первом розыгрыше чемпионата КХЛ Морозов был признан лучшим игроком плей-офф турнира. Именно на его счету оказалась единственная шайба в ворота ярославского «Локомотива» в финале первого розыгрыша Кубка Гагарина, обладателем которого стал «Ак Барс».
13 мая 2013 года Морозов подписал двухлетний контракт с ЦСКА, где сразу стал капитаном. Несмотря на то, что он стал одним из лучших снайперов команды, здесь он продемонстрировал свою худшую результативность за 13 последних сезонов, сумев набрать лишь 23 очка. После этого армейцы приняли решение расторгнуть контракт, и 24 августа 2014 года Морозов сообщил о завершении игровой карьеры.

## Карьера в сборной
В 1996 году Морозов дебютировал в молодёжной сборной России, отправившись на чемпионат мира. По итогам турнира российская команда завоевала бронзовые медали, а нападающий вошёл в символическую сборную турнира. Через год команда повторила свой результат, а Морозов, будучи лучшим бомбардиром сборной, был признан лучшим нападающим чемпионата мира.
Вскоре после этого состоялся дебют Морозова в составе главной сборной России на чемпионате мира 1997. На Олимпийском турнире в Нагано 21-летний Морозов стал самым молодым игроком в составе сборной России, которая завоевала серебряные медали, уступив в финале сборной Чехии. Сам Алексей отметился двумя шайбами и двумя голевыми передачами. Однако в дальнейшем под знамёна сборной вызывался достаточно редко, приняв участие лишь в двух чемпионатах мира, где проявить себя не сумел.
Возглавивший сборную России Вячеслав Быков вернул Морозова в сборную. На чемпионате мира 2007 он стал лучшим снайпером российской сборной (8 голов), вошёл в символическую сборную турнира и получил приз лучшему нападающему. На чемпионат мира в Квебеке Морозов отправился в качестве капитана сборной, которая впервые за пятнадцать лет сумела выиграть золотые медали первенства, а Морозов проявил себя одним из лидеров команды. Через год сборная России повторила этот успех. В дальнейшем роль нападающего в игре команды стала гораздо меньше и после ухода Быкова с поста главного тренера Морозов перестал вызываться в её состав.

## Карьера функционера
В 2015 году занял должность управляющего директора Молодежной хоккейной лиги. 14 февраля 2020 года был избран президентом КХЛ.

## Статистика
| Легенда | Легенда                    | Легенда | Легенда                   | Легенда | Легенда    |
| ------- | -------------------------- | ------- | ------------------------- | ------- | ---------- |
| И       | Количество проведённых игр | Штр     | Штрафное время            | +/−     | Плюс-минус |
| Г       | Голы                       | П       | Голевые передачи          | О       | Очки       |
| -       | Статистика неизвестна      | —       | Статистика не учитывалась |         |            |

## Достижения

### Командные
| Год           | Команда       | Достижение                                       |
| ------------- | ------------- | ------------------------------------------------ |
| Клубные       |               |                                                  |
| 2006          | Ак Барс       | Чемпион России                                   |
| 2007          | Ак Барс       | Серебряный призёр чемпионата России              |
| 2007          | Ак Барс       | Обладатель Кубка европейских чемпионов           |
| 2008          | Ак Барс       | Обладатель Континентального кубка                |
| 2009, 2010    | Ак Барс       | Обладатель Кубка Гагарина (2)                    |
| Международные |               |                                                  |
| 1996, 1997    | Россия (мол.) | Бронзовый призёр молодёжного чемпионата мира (2) |
| 1998          | Россия        | Серебряный призёр Олимпийских игр                |
| 2007          | Россия        | Бронзовый призёр чемпионата мира                 |
| 2008, 2009    | Россия        | Чемпион мира (2)                                 |

### Личные
| Год                    | Команда        | Достижение                                                 |
| ---------------------- | -------------- | ---------------------------------------------------------- |
| Клубные                |                |                                                            |
| 1995                   | Крылья Советов | Обладатель приза Лучшему новичку сезона                    |
| 2006, 2008, 2009       | Ак Барс        | Обладатель «Золотого шлема» (3)                            |
| 2006, 2007, 2008       | Ак Барс        | Лучший бомбардир чемпионата России (3)                     |
| 2006, 2007, 2009, 2012 | Ак Барс        | Обладатель приза «Три бомбардира» (4)                      |
| 2006                   | Ак Барс        | Лучший снайпер чемпионата России                           |
| 2006                   | Ак Барс        | Обладатель приза «Золотая клюшка»                          |
| 2006, 2009             | Ак Барс        | Обладатель приза «Мастер плей-офф» (2)                     |
| 2009, 2010, 2011, 2013 | Ак Барс        | Участник Матча всех звёзд КХЛ (4)                          |
| Международные          |                |                                                            |
| 1996                   | Россия (мол.)  | Попадание в сборную всех звёзд молодёжного чемпионата мира |
| 1997                   | Россия (мол.)  | Лучший нападающий молодёжного чемпионата мира              |
| 2007                   | Россия         | Лучший нападающий чемпионата мира                          |
| 2007                   | Россия         | Лучший снайпер чемпионата мира                             |
| 2007                   | Россия         | Попадание в сборную всех звёзд чемпионата мира             |

Другие
| Год  | Награда                          |
| ---- | -------------------------------- |
| 1998 | Заслуженный мастер спорта России |

### Государственные награды
- Медаль ордена «За заслуги перед Отечеством» II степени (30 июня 2009) — за большой вклад в победу национальной сборной команды России по хоккею на чемпионатах мира в 2008 и 2009 годах[4]
- Орден «За заслуги перед Республикой Татарстан» (5 июля 2013)[5]
- Орден Дружбы (8 февраля 2024) — «За заслуги в области физической культуры и спорта, многолетнюю добросовестную работу»[6]

## Рекорды
- 21 ноября 2008 года забросил пять шайб в ворота «Барыса», что остаётся рекордом КХЛ по количеству шайб, заброшенных в одном матче[7]. Только 19 февраля 2025 года рекорд Морозова повторил Даниил Сероух из ХК «Сочи»[7].

## Семья
Жена Ирина (род. 16.02.1979), сын Никита (род. 06.09.2007), дочь Анастасия (род. 08.09.2009), дочь Диана (род. 30.11.2016) и сын Даниил (род. 06.03.2018). Крёстным отцом детей Морозова является Илья Ковальчук.
Есть родной брат Валентин (род. 01.06.1975) и двоюродная сестра Надежда (род. 29.11.1996), также профессиональные хоккеисты.

## В искусстве
- В фильме «Брат 2» (режиссёр Алексей Балабанов) сыграл эпизодическую роль самого себя. Также изображён на плакате, висящем на стене в квартире Кости Громова вместе с хоккеистами Андреем Николишиным и вымышленным Дмитрием Громовым.
- В 31-й серии сериала «Молодёжка» также сыграл самого себя.